# Mattis Størssøn
Mattis Størssøn, född omkring 1500, död 1569, var en norsk lagman och krönikeskrivare.
Størssøn blev lagman över Agder 1533 och i Bergen 1540. Han författade på grundval av konungasagorna Den norske Chronike (tryckt 1594 i Danmark under Jens Mortensens namn), och till ståthållarens ("lensherrens") i Bergen bruk skrev Størssøn (omkring 1555) En kort Beretning om Kjøpmændene ved Bryggen (tryckt i ’"Norsk Magazin", I, 1858), som innehåller hårda angrepp på hanseaterna.